# Адольфув (Мазовецьке воєводство)
Адольфув (пол. Adolfów) — село в Польщі, у гміні Церанув Соколовського повіту Мазовецького воєводства.
Населення — 51 особа (2011).

## Демографія
Демографічна структура станом на 31 березня 2011 року:
|          | Загалом | Допрацездатний вік | Працездатний вік | Постпрацездатний вік |
| -------- | ------- | ------------------ | ---------------- | -------------------- |
| Чоловіки | 29      | 3                  | 20               | 6                    |
| Жінки    | 22      | 3                  | 11               | 8                    |
| Разом    | 51      | 6                  | 31               | 14                   |